# Leokadia Bielska-Tworkowska

Portret Adama Ważyka pędzla Leokadii Bielskiej-Tworkowskiej, 1932

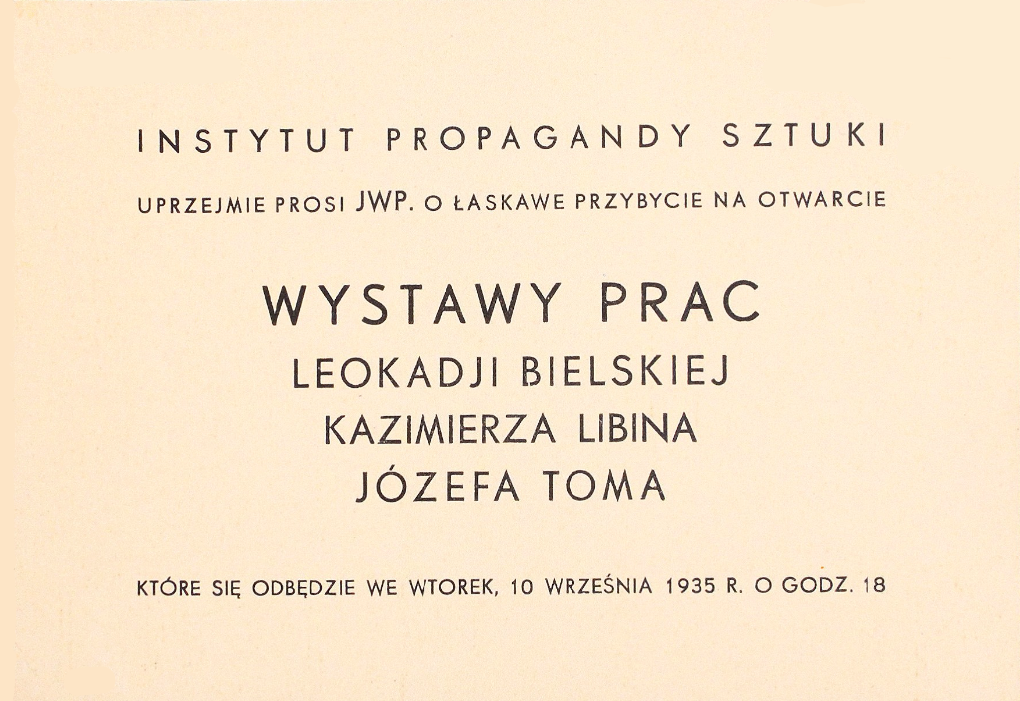
Zaproszenie IPS na wystawę Leokadji Bielskiej, 1935

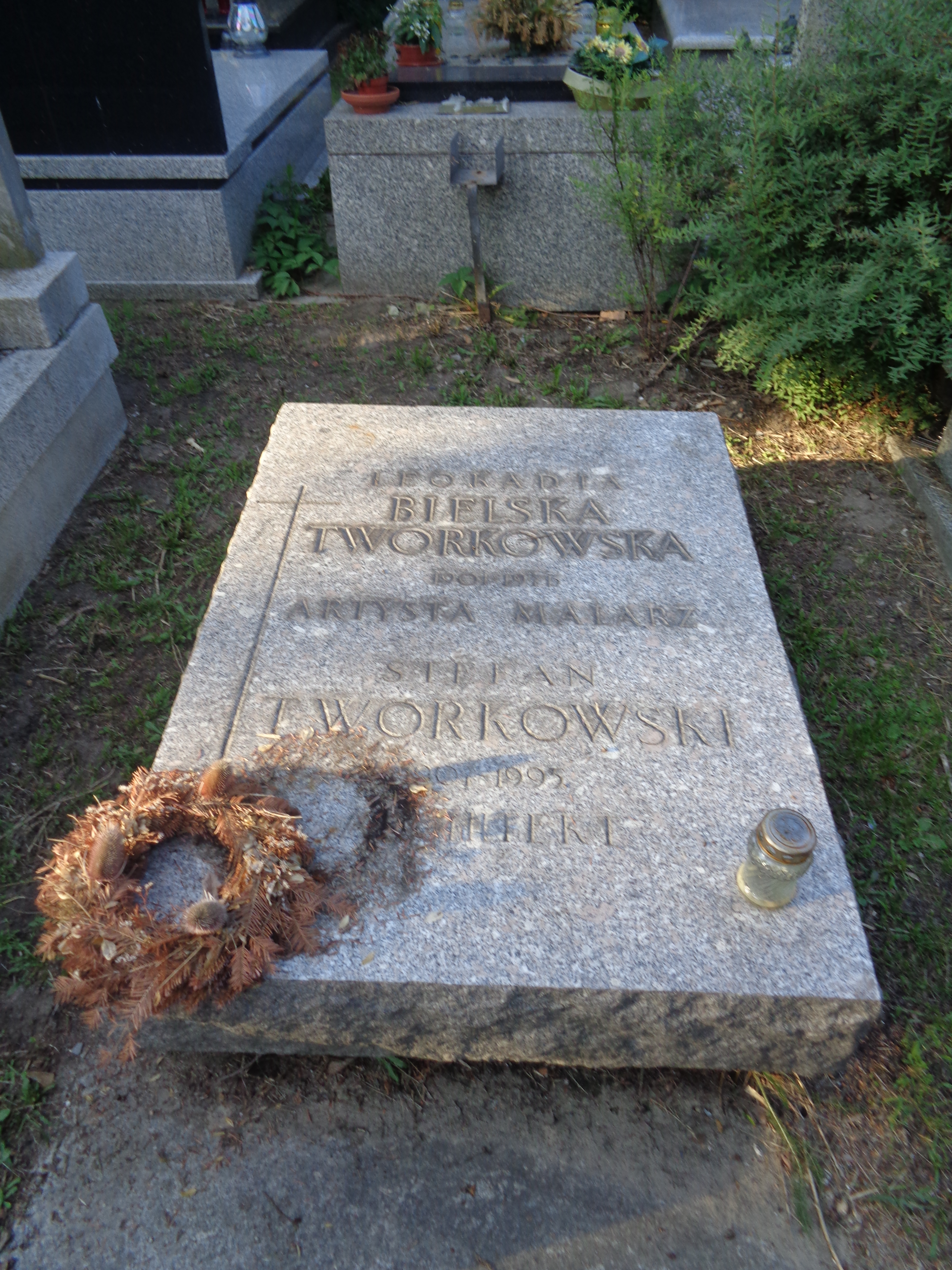
Grób Leokadii i Stefana Tworkowskich na cmentarzu Wojskowym na Powązkach

Leokadia Bielska-Tworkowska (ur. 1901 w Chrzanowie, zm. 1973 w Warszawie) – polska malarka, graficzka i publicystka.

## Życiorys
W latach 1921–1923 kształciła się w Państwowej Miejskiej Szkole Przemysłowej we Lwowie u Kazimierza Sichulskiego. Następnie w okresie 1924–1929 studiowała w warszawskiej Szkole Sztuk Plastycznych pod kierunkiem Mieczysława Kotarbińskiego i Tadeusza Pruszkowskiego.
Początkowo była związana z grupą artystyczną „Szkoła Warszawska”, złożoną z uczniów Pruszkowskiego i uczestniczyła w jej ekspozycjach. Jednak od 1932 wystawiała już samodzielnie w kraju i za granicą. Ponadto pisywała recenzje wystaw plastycznych m.in. w „Tygodniku Ilustrowanym”.
W drugiej połowie lat 40. wraz z artystami z Krakowa, Warszawy i Łodzi należała do nieformalnego, choć licznego grona modernistów. Niestety rychłe niemal administracyjne narzucenie idei i zasad socrealizmu sprawiło, że wielu malarzy dopasowało swoją twórczość – z własnej woli lub przymusu – do wymogów nowego stylu w sztuce.
W latach 50. uczestniczyła w upamiętnieniu rektorów Uniwersytetu Warszawskiego. Malowano nie tylko portrety żyjących Ich Magnificencji, ale też wydobywano z lamusa i restaurowano rektorskie wizerunki sprzed II wojny światowej. Twórcami tej galerii byli – oprócz niej – czołowi polscy malarze tamtych lat, m.in. Michał Boruciński i Edward Kokoszko.
Swoje prace komponowała na zasadzie muzycznej harmonii elementów. Według jej własnych kryteriów obraz istnieje na prawach specjalnie dla niego stworzonych, a rzeczą najważniejszą jest logika indywidualna płótna. Znaczącą rolę w jej na ogół kameralnym malarstwie odegrały portrety, zwłaszcza kobiece. Wizerunki te często bywały dobitnie charakterystyczne, niekiedy nawet z pierwiastkiem groteski. Tworzyła także akwaforty. W 1936 wykonała tekę 18. plansz z widokami Krzemieńca. Zajmowała się również ilustrowaniem i opracowaniami graficznymi książek, oraz projektowaniem okolicznościowych kartek pocztowych.
Jej prace znajdują się w zbiorach m.in. stołecznego Muzeum Narodowego i Biblioteki Narodowej.
Spoczywa wraz z mężem w jednym grobie na cmentarzu Wojskowym na Powązkach w Warszawie (kw. CII28, rząd 28, grób 33).

## Życie prywatne
Była żoną Stefana Tworkowskiego – architekta i wykładowcy w Akademii Sztuk Pięknych w Warszawie. Miała z nim córkę – Helenę.

## Twórczość

### Malarstwo
- Martwa natura, ok. 1930
- Pejzaż z Krzemieńca, 1930
- Martwa natura ze skrzypcami, 1930
- Portret Adama Ważyka, 1932
- Portret, 1933
- Praczki, 1935
- Martwa natura z koralami
- Martwa natura
- Targ na Wielopolu, 1937
- Portret, 1947
- Kompozycja, 1947
- Las bukowy, 1947
- Targ w Szczecinie, 1947
- Martwa natura z filiżanką, 1951
- Wisła, 1957
- Autoportret, 1958
- Portret Antoniego Kenara, 1961
- Gustaw Holoubek w roli Ryszarda II, 1961
- Treny, 1965 – cykl obrazów zainspirowanych utworem Krzysztofa Pendereckiego Tren, napisanym w hołdzie ofiarom Hiroszimy[6]

### Grafika
- Teka z cyklem akwafort pt. Krzemieniec, 1936
  - Widok z okna, Liceum z góry Bony, Wieże licealne, Fragment podwórza, Wejście przy balustradzie, Klasztor franciszkański (obecnie cerkiew prawosławna), Wjazd do dworku, Dworek doktora Beaupré, Pałacyk, Miasteczko u stóp Liceum, Domy mieszczańskie w śródmieściu (cztery prace), Fragment domu w zaułku, Dom w zaułku, Domy u stóp góry Bony, Okienko na poddaszu
- Niski Zamek we Lwowie XVIII wiek, 1942
- Cykl Park w Natolinie
  - Aleja w parku
  - Pałac od strony podjazdu

### Ilustracje i opracowania graficzne książek i czasopism
- „Płomyczek”, nr 36, 6 maja 1931 (okładka) – czasopismo dla dzieci, wyd. Józef Włodarski w imieniu Związku Polskiego Nauczycielstwa Szkół Powszechnych
- Kolchida – aut. Konstanty Paustowski, wyd. Spółdzielnia Wydawnicza „Wiedza”, 1949

### Kartki pocztowe
- Z powinszowaniem Imienin, 1961
- Serdeczne Życzenia, 1961

### Publicystyka
- Notatki z Krzemieńca, „Pion”, nr 13, 1938[7]

## Odznaczenia i nagrody
- Medal 10-lecia Polski Ludowej, 1955[8]

## Upamiętnienie
Pośmiertna wystawa retrospektywna jej prac odbyła się w warszawskiej Zachęcie w kwietniu–maju 1981.